# 池承俊
池承俊（韓語：지승준，1999年5月31日—），韓國男演員。

## 影視作品

### 電視劇
| 年份 | 電視台  | 劇名                     | 角色           | 備註   |
| 2024 | tvN     | 《The Auditors監察》     | 黃大雄（少年） | EP.9   |
| 2024 | YouTube | 《Tichometry》           | 警察           | 網路劇 |
| 2025 | SBS     | 《雖然從今天開始是人類》 | 裴正培         | [ 2 ]  |

## 綜藝節目

### 固定出演
| 年份 | 電視台 | 節目名稱             | 備註         |
| 2005 | KBS2   | 《飛吧小射手》第一季 | 隊長／守門員 |

## 外部連結
- 池承俊在NAVER上的资料
- 池承俊在Daum上的资料